# 2-氯-4-甲基-5-硝基吡啶
2-氯-4-甲基-5-硝基吡啶是一种有机氯化合物，化学式为C6H5ClN2O2。它可由4-甲基-5-硝基-2-氨基吡啶在重氮化、水解后再与三氯氧磷反应制得。它可以被氯化亚锡还原为6-氯-4-甲基-3-氨基吡啶。